# Sten (eksperimentalfilm)
 For alternative betydninger, se Sten (flertydig). (Se også artikler, som begynder med Sten)
Sten er en dansk eksperimentalfilm fra 1982 instrueret af Lejf Marcussen.

## Handling
I filmen er udgangspunktet faste billeder, men videreudviklet gennem menneskets urgamle leg med at sætte billeder på faste former – betonmiljøet og natursten. Med musik af Weber.